# Den vita lögnen
Den vita lögnen är en amerikansk film från 1946 i regi av Irving Rapper. Filmen baseras på pjäsen Monsieur Lamberthier av Louis Verneuil.

## Handling
Pianoläraren Christine Radcliffe återförenas med sin fästman, musikern Karel Novak, som hon varit separerad från under andra världskriget. Christine har klarat sin försörjning genom ett förhållande med en kompositör, Alexander Hollenius. Alexander vägrar nu att släppa taget om henne vilket leder till allt mer obehagliga händelser.

## Rollista
- Bette Davis - Christine Radcliffe
- Paul Henreid - Karel Novak
- Claude Rains - Alexander Hollenius
- John Abbott - Bertram Gribble
- Benson Fong - Jimmy